# Asociación Deportiva Carmelita
La Asociación Deportiva Carmelita es un club de fútbol de Costa Rica. Se le conoce como la barriada alajuelense porque nace en el barrio El Carmen de la ciudad de Alajuela. Fue fundado el 20 de octubre de 1948 con el nombre del Colombia F.C y luego El Carmen F.C, hasta que en 1992 cambió su nombre por el que usa actualmente. Hizo su debut en primera el 9 de abril de 1958. Actualmente juega en la Segunda División de Costa Rica.

## Historia
Se fundó en el año 1948 en el Barrio El Carmen de Alajuela y un año después fue campeón de Barrios alajuelenses ganando a Río Segundo la final.
En 1950 ingresa a la Tercera División de Costa Rica logrando un segundo lugar ante Nicolás Marín de Barrio México, y para 1952 pierde la final de terceras ante L.D.A, sin embargo irrumpe en la segunda división no aficionada.
Para 1957 el Carmen F.C de Alajuela logra el título de segundas divisiones (Primera División B de Ascenso) ante y uno de terceras las Primeras de Ascenso ante Ramonense en las dos categorías.
Los caramelos son considerados uno de los equipos más humildes de Costa Rica,y que en el pasado ha vagado en diversos cantones de la Provincia de Alajuela como Atenas, Sarchí, Palmares y Grecia y el estadio de la Liga Deportiva Alajuelense. Hoy en día tiene su propio estadio: el Estadio Rafael Bolaños Bolaños, ubicado en el Complejo Deportivo Wilmer "Pato" López en el barrio Plywood de la Ciudad de Alajuela. 
Ganaron su primer y hasta el momento único título de Primera División en el año 1961 de la mano de su entrenador Mita Rojas, pero este fue reconocido por la UNAFUT hasta hace pocos años, en vista de que ese año llegaron a existir 2 ligas por conflictos internos en ese año, y al finalizar la temporada, El Carmen, que jugaba en la Federación, tuvo que jugar un play-off con Uruguay y con la SG Española para ver quien se mantenía en la Primera División, la cual no ganaron y descendieron a la Segunda División de Costa Rica.
En 1973 y 1974 es campeón de la Región 10 en terceras divisiones y los carmelos son aspirantes por la Segunda División contra los clubes Barva de Heredia, Perez Zeledón, Carrillo de Guanacaste, La Uruca, Santos de Guapiles, Fertica de Puntarenas y Triángulo de Turrialba que ostenta el título nacional. 
Su debut en la categoría mayor se registró el miércoles 9 de abril de 1958 ante Alajuelense en el estadio Nacional. En esa ocasión perdió 2 a 5 y su primer anotador fue Luis Solís. En su primera temporada ocupó la quinta casilla con el siguiente balance: 21 juegos, de los cuales ganó siete, empató tres y perdió 11 Anotó 34 goles y recibió 36.
En su primera campaña logra la goleada más alta de su historia, al vencer nueve a uno al Club Sport La Libertad, el 4 de mayo de 1958, en el antiguo Estadio Nacional.
En la temporada de 1959, logró vencer al campeón nacional, Alajuelense, en sus tres compromisos, con resultados de 2-1, 4-1 y 0-2. Disputa la Copa Costa Rica de 1959 y es eliminado en la primera ronda tras perder 4-1 ante Uruguay de Coronado.
En 1960 participa en la Copa Presidente y logra avanzar hasta las triangulares finales, sin embargo, no avanza a la final nacional.

### Campeón y descenso
En el certamen de 1961, los principales equipos de la primera división decidieron separarse de la Federación para crear la Asofutbol. Bajo ese panorama, Carmelita disputó el certamen junto a Uruguay y Gimnástica Española, logrando el cetro nacional, sin embargo, los clubes desertores regresaron y solicitaron anular ese torneo para oficializar el título del Herediano. Ante esas circunstancias, los verdolagas tuvieron que disputar una pentagonal de permanencia, en la cual, los dos primeros equipos se mantendrían en la categoría de honor. Lamentablemente El Carmen ocupó la última casilla y descendió a la división inferior. Cuarenta años después su título fue reconocido por la Unafut.

### Descenso a la tercera categoría
En 1967, como equipo de Segunda División participa en la Copa Costa Rica. En esa edición eliminó a Alajuelense en la primera ronda con marcadores de 1-1 y 2-1, empero, en la segunda ronda cayó ante Barrio México en los dos juegos con resultados de 1-4 y 1-0.
En el certamen de 1968 descendió a la tercera categoría, sin embargo, en 1975 volvió a la Segunda División.

### Primer retorno a la Primera División
Es hasta 1982 que por segunda vez en su historia es campeón de la segunda categoría. En esa ocasión bajo las órdenes del entrenador costarricense Óscar Madrigal. Su regreso a la primera división en 1983 fue pasajera, pues solo actuó en esa campaña. Sus números fueron el reflejo de una mala temporada, pues solo ganó siete de los 36 juegos que disputó.
En la temporada 1990-1991 perdió la final de la segunda división ante Pérez Zeledón con un global de cuatro goles por tres, sin embargo, ante la fusión de Pérez Zeledón y Generaleña, el equipo ascendió a primera con el nombre de Carmelita.

### Temporada 1992-1993
Uno de los equipos más recordados que tuvo Carmelita en su historia fue el de la campaña 92-93, pues contó con figuras del renombre de Érick Lonis, Álvaro Mesén, Luis Marín, Franco Benavides, Álvaro Solano, Juan Morales, Juan Cayasso, Giancarlo Morera, Carlos Castro, Carlos Wanchope, Ronald Gómez, Jorge Ulate, entre otros jugadores. Todos dirigidos por Carlos Watson. Disputó su primer juego internacional en la historia y fue ante la Selección de San Vicente, el 2 de diciembre de 1992 en la cancha del barrio El Carmen, en Alajuela. Los verdolagas ganaron uno por cero, con anotación de Álvaro Solano.
En esa temporada los de las "barreada" entraron entre los mejores 6 del campeonato eliminando en esa temporada al Saprissa. 
El delantero Carlos Wanchope es el goleador histórico de Carmelita con 34 anotaciones. Su primera conquista la realizó el 23 de enero de 1993 ante Saprissa, en el reducto morado, en la victoria alajuelense de 1-2. El precio de la fama le pasó la factura a Carmelita en la temporada 93-94, pues varias de sus principales figuras emigraron a otros clubes, lo que provocó el descenso verdolaga para esa campaña.

### Segundo retorno a la Primera División
Carmelita pierde la final de la Segunda División en la temporada 94-95 ante Guanacasteca y los obliga a jugar una serie de promoción ante Sagrada Familia, penúltimo lugar de la primera división. Pierden el juego de ida 1-0, pero en el de vuelta sacan su casta y ganan 2 goles por cero, logrando así el ascenso a la máxima categoría. El timonel de esa campaña fue Ronald Mora Padilla.
En un Torneo No Oficial, Carmelita es subcampeón de la II edición de la Copa La Negrita en 1999, tras perder la final ante Cartaginés uno por cero. En la antesala de este juego, los verdolagas eliminaron a Herediano en penales, tras igualar a un gol.
En la temporada 2000-2001, Carmelita vuelve a derrotar a Alajuelense tras 40 años sin conseguirlo. El juego se realizó el 30 de julio de 2000, en el estadio Morera Soto. Los rojinegros abrieron el marcador por intermedio de Heriberto Quirós, sin embargo, Luis José Herra y Efraín Hernández le dieron la victoria histórica al club. El director técnico fue el alemán Ulrich Kowalczyk.
Con un contundente 0 a 4, Carmelita golea al Saprissa en el propio reducto morado, en la Jornada 4 del Torneo de Apertura 2006-2007. Los goles de la barriada fueron anotados por Gustavo Hernández en dos ocasiones, Kenny Cunningham y un autogol de Andrés Núñez. Juan Carlos Arguedas era el entrenador verdolaga.
En el primer campeonato corto de la historia, Carmelita logró clasificar a los cuartos de final del Invierno 2007. Su duelo fue ante el Brujas FC y en el primer duelo ganó uno por cero, sin embargo, en el segundo cayó dos goles por cero. El técnico era Mauricio Montero.

### Segundo descenso a la Segunda División
Tras 16 años de permanecer en la división de honor, el conjunto verdolaga desciende a segunda categoría al contabilizar 23 puntos entre los campeonatos de Invierno 2008 y Verano 2009.

### Tercer retorno a la Primera División
En la Liga de Ascenso, logra ganar el Torneo de Apertura 2011, al vencer en la final a Ramonense con resultados de 1-0 y 1-2.
Nuevamente, Carmelita pierde una final de Liga de Ascenso, en esta ocasión ante Uruguay de Coronado, sin embargo, tiene la fortuna de disputar otra serie de promoción contra el último lugar de primera categoría, en este caso: Orión FC. En el primer duelo ambos igualaron a dos goles, mientras que en el segundo los de la barriada ganaron con dos anotaciones de Mario Camacho. El estratega: Orlando De León.

### Torneo de Copa 2013
Por primera vez en su trayectoria deportiva, Carmelita disputa la final del Torneo de Copa ante Saprissa. Para llegar a la final, los verdolagas dejaron en el camino a Belén (campeón defensor), Alajuelense y Jacó Rays. El delantero Mario Camacho se convirtió en el máximo artillero del club en la historia en este tipo de competiciones con cuatro goles.
Los carmelos terminaron perdiendo la final por penales 6 a 5. 
.

### Tercer descenso a la Segunda División
Tras 7 años de su retorno a la máxima categoría, el equipo carmelo volvió a descender a la Segunda categoría, tras terminar de último lugar en la Tabla acumulada de la temporada 2018-2019, con 35 puntos en 44 partidos, se despidió tras perder el último partido del Clausura 2019 ante San Carlos 3 por 1.

### Torneo de Copa 2025
Se dio a conocer el 1° de agosto de 2025 que el conjunto de Carmelita participará en el Torneo de Copa UNAFUT 2025-2026 en remplazo del conjunto de la A.D. Sarchí quien se retiró del torneo por cambios en su administración. El cuadro verdolaga debutará el 13 de agosto ante el Inter de San Carlos en la Fase de dieciseisavos de Final de este torneo.

## Estadio
En 2017 se inició con la construcción y remodelación de una cancha de fútbol apta para partidos de Primera División, finalmente ese mismo año se concluyó con las obras de instalación del césped artificial y las graderías que tendrán capacidad para alrededor de 2400 personas., al sur de la ciudad de Alajuela. Tras su inauguración se bautiza con el nombre de Rafael Bolaños quién administra el Complejo Deportivo Wílmer “El Pato” López lugar donde se encuentra las instalaciones. El Estadio fue utilizado por primera vez en el Campeonato de Clausura 2018 el 21 de enero de 2018 en el partido de la Asociación Deportiva Carmelita ante el Pérez Zeledón, con marcador de 0-1 a favor de los visitantes.

## Goleadores históricos
- Carlos Wanchope 34 goles
- Marcelo Donato Bruno 31 goles
- Bryan Rojas 19 goles
- Alejandro González 13 goles
- David Diach 13 goles
- Alejandro Sequeira 12 goles
- Minor Díaz 10 goles
- Alejandro Aguilar 10 goles

## Palmarés

### Torneos nacionales
- Primera División de Costa Rica (1): 1961 FEDEFUTBOL
- Segunda División de Costa Rica (2): 1957- 1982
- Sub Campeón Tercera División de Costa Rica (2): 1950- 1952
- Campeón Nacional de Tercera División Alajuela (2): 1973-74
- Ascenso Reglamentario de FCF y Liga de Tercera División (2.ª División de Ascenso): 1974-75
- Subcampeón Torneo de Copa (1): Copa Banco Nacional 2013

### Torneos internacionales
- Ninguno